# 関隆行
関 隆行（せき たかゆき　1982年（昭和57年）2月14日 - ）は日本の俳優、声優。男性。福岡県出身。

## 出演作品

### アニメ
- 刀魔戦隊ソウルレンジャー（姉井緑）
- 早口言葉の精を救え（カンザキ）
- 獄窓プロローグ（警察官B）

### ラジオドラマ
- ちょこっと放課後華劇団（犬巻衛、細井杉雄）

### ボイスドラマ
- 人生が変わる四字熟語ボイスドラマシリーズ「因果応報」（井村洋二）
- 人生が変わる四字熟語ボイスドラマシリーズ「他力本願」（緑川順平）
- 京成立石商店街ラジオドラマシリーズ「立石コーラスライン」（中山春広）
- ひきこもりアマテラス（地文ナレーション）
- 早口言葉の精を救え（カンザキ）

### 映画
- シュアリー・サムデイ
- かぐや姫の物語
- 初代群馬県令　楫取素彦物語　生涯の至誠(湯浅治郎)
- 教科書にないッ! ４(ペトロ・ヤントラー・助：OTOKONOKO名義)

### DVD
- 幽霊転校生/1PULUS4B（神田）

### テレビ
- 逃走中 呪われた遊園地編
- ショムニ2013（人事部）
- 身近な危険回避TVできれば無事に暮らしたい（駅員）
- ダウンタウンのガキの使いやあらへんで!!ドランクドラゴン塚地　七変化（カメラマン）
- シンデレラデート（９話：社会部記者）

### CM
- ネットショッピング熊スズ　えだまみ編（MC）
- 食べて復興支援　三陸産とろろ昆布（犯人）
- おなべショーパブTOO（ナレーション）

### 舞台
- 月蝕歌劇団　白夜月蝕の少女航海紀（マスター）
- 月蝕歌劇団　夢野久作 少女地獄（刑事山崎）
- 月蝕歌劇団　津山三十人殺し 幻視行（和）
- 月蝕歌劇団　水晶の魔 マリン・ブルー（親方）
- 水色キネマ　ピーターパン（海賊）
- 劇団歴史新大陸　江戸城無血開城 維新の譜 騒乱（やくざの栄吉）